# Silverglans
Silverglans eller argentit är ett mineral av silversulfid (Ag2S) i blyglansgruppen. Mineralet övergår till acantit vid temperaturer under 175–180 °C och de stuffer som finns i normala temperaturer är därför acantit.
Silverglans och acantit är två av de viktigaste mineralerna vid silverbrytning och finns bland annat i Garpenbergs gruva och Sala silvergruva.